# Шило Гаврило Федорович
Гаври́ло Фе́дорович Ши́ло  (26 березня 1910, Дерев'яне, тепер Рівненського району Рівненської області — 17 січня 1988, Львів) — український мовознавець, діалектолог, лексикограф.
По закінченні Варшавського університету (1937) старший викладач слов'янської філології Львівського університету та педагогічного інституту (1944 —1959), з 1961 по 1974 рік завідувач кафедри української мови (з 1964 доктор філологічних наук, з 1965 професор) Дрогобицького педагогічного інституту та співробітник відділу мовознавства Інституту суспільних наук.

## Наукова діяльність
Автор праць із фонології («Палатограми звуків української мови і система фонем української мови»), порівняльної граматики слов'янських мов («Явище протези в слов'янських мовах»). Як діалектолог досліджував наддністрянські та південно-волинські говірки, їх лексику, словотвір, топонімію («Південнозахідні говори УРСР на північ від Дністра», 1957; «Із лексики говірок Верхнього Подністров'я і Побужжя», 1960).
Підготував «Лінгвістичний атлас говорів Наддністрянщини» і «Наддністрянський регіональний словник», які за життя не були опубліковані. Словник вийшов друком після смерті автора, у 2008 році.